# 奧斯勒 (堪薩斯州)
奧斯勒（英語：Oursler）是位於美國堪薩斯州馬里昂縣的一個鬼鎮。

## 地理
奧斯勒所處的海拔為高於海平面394米（即1293英呎），而該地所採用的時區為UTC-6，即北美中部時區（CST）。同時該地設有夏令時間，為UTC-6調快一小時，即UTC-5（CDT）。